# السلع والخدمات البيئية
السلع والخدمات البيئية (EG&S)هي الفوائد الناشئة عن الوظائف الإيكولوجية للأنظمة الإيكولوجية حيث تعود هذه الفوائد على جميع الكائنات الحية؛ بما في ذلك الحيوانات والنباتات؛ وليس على البشر وحدهم. برغم ذلك يتزايد الاعتراف بأهمية السلع والخدمات الايكولوجية للمجتمع من أجل تلبية الاحتياجات الصحية والاجتماعية والثقافية والاقتصادية.

## نبذة
هناك أمثلة عديدة للسلع الايكولوجية مثل الهواء النقي، والمياه العذبة. اما عن الخدمات الايكولوجية فهناك منها العديد أيضا مثل تنقية الماء والهواء، وصيانة التنوع البيولوجي، وتحليل النفايات، وتوليد التربة والغطاء النباتي وتجديدها، وتلقيح المحاصيل والنباتات الطبيعية، واعادة تنقية المياه الجوفية من خلال الأراضي الرطبة، وتشتت البذور، وتخفيف الغازات الدفيئة، والمناظر الطبيعية الجمالية. تحدث منتجات وعمليات السلع الايكولوجية على مدى فترات طويلة من الزمن لأنها معقدة. وهي فئة فرعية من السلع العامة.
تنشأ المعضلة لاننا نفقد السلع والخدامات الايكولوجية بمعدل فوق طاقتنا، فلذلك يجب على المسؤولين عن استخدام الأراضي الاستعانة بأدوات محفزة لتوفير العديد من السلع والخدمات الأيكولوجية. فهناك أهمية خاصة للأوساط الريفية والضواحي؛ حيث أن تطور وتحويل الأراضي من حالتها الطبيعية تجعلها تفقد وظائفها الايكولوجية. من ثم فإن السلع والخدمات الايكولوجية التي توفرها الأراضي المملوكة ملكية خاصة تصبح متزايدة الاهمية.